# Giulio Bedeschi
Giulio Bedeschi (Arzignano, 31 gennaio 1915 – Verona, 27 dicembre 1990) è stato un militare, medico e scrittore italiano, noto soprattutto per il libro Centomila gavette di ghiaccio; aderente al Partito Fascista Repubblicano (PFR), comandò la XXV Brigata Nera "Arturo Capanni" di Forlì..
(Giulio Bedeschi, Centomila gavette di ghiaccio)

## Biografia
"Alpino, medico e scrittore", come lui stesso amava definirsi, dopo essersi laureato in medicina all'università di Bologna frequenta la scuola allievi ufficiali, terminata nel 1940.

### L'esperienza della guerra
Arruolatosi volontario per la campagna italiana di Grecia, Bedeschi partecipò come sottotenente medico nel 2º Battaglione dell'11º Reggimento Fanteria, Divisione "Casale", per essere poi trasferito alla 13ª Batteria del Gruppo Conegliano, 3º Reggimento Artiglieria da Montagna, Divisione alpina "Julia" con cui partecipò alla campagna italiana di Russia. Sopravvisse alla tragedia della ritirata.
Dopo l'8 settembre 1943 si iscrisse al Partito Fascista Repubblicano (PFR) e comandò la XXV Brigata Nera "Arturo Capanni" di Forlì. La fine delle ostilità trovò il suo reparto dislocato nella zona di Thiene a fronteggiare la resistenza vicentina, ingaggiando pesanti scontri con le brigate partigiane della zona, fino alla resa.
Successivamente, alcuni brigatisti neri della "Capanni" furono uccisi sul posto. Finita la guerra, altri 25 furono prelevati dalle carceri di Thiene, il 17 ed il 19 maggio 1945 da una squadra di ex partigiani forlivesi. Questi li portarono in vicine zone montane e li fucilarono senza processo.
La Commissione provinciale di Forlì per l'applicazione di sanzioni a carico di fascisti politicamente pericolosi giudicandolo "fascista politicamente pericoloso" lo invitò a comparire il giorno 24 aprile 1946 per essere interrogato ma stante la sua scomparsa ciò non avvenne ed egli «federale repubblichino di Forlì, fuggito al Nord, latitante» fu di conseguenza privato dei «diritti elettorali attivi passivi per anni dieci».
Secondo lo storico della Resistenza Benito Gramola, che sul tema ha pubblicato un libro, questi si sarebbe nascosto presso conoscenti salvando la vita. Si sarebbe successivamente trasferito in Sicilia, ove avrebbe trascorso i primi anni del dopoguerra senza timore di rappresaglie.

## Gli scritti
La produzione letteraria di Bedeschi, in parte autobiografica, tratta principalmente le vicende del corpo degli Alpini durante la seconda guerra mondiale al quale partecipò come ufficiale medico.
Le emozioni ed esperienze vissute e raccolte in Russia furono la base del suo libro Centomila gavette di ghiaccio. Scritto tra il 1945 e il 1946, ma terminato definitivamente nel 1948, venne riscritto dopo aver perso la prima stesura durante l'alluvione del Polesine del 1951. Dopo una serie di rifiuti da parte di vari editori, Mursia decise di pubblicare il manoscritto nel 1963. Il libro vinse il Premio Bancarella l'anno successivo.
Nel 1966 pubblicò un secondo libro, Il peso dello zaino, seguito di Centomila gavette di ghiaccio. Dopo questo furono dati alle stampe molti altri suoi libri tra cui: La rivolta di Abele, Gli Italiani in Russia, Nikolajewka: c'ero anch'io, Fronte greco-albanese: c'ero anch'io, Fronte d'Africa: c'ero anch'io, Fronte russo: c'ero anch'io e Il Corpo d'Armata Alpino sul fronte russo.
Nel 2004 esce postumo il libro Il segreto degli alpini, raccolta di scritti dell'autore, sempre edito da Mursia e curato dalla moglie, Luisa Vecchiato, che ne realizza l'introduzione. Nel libro vengono citate le esperienze del tenente al fronte, specie nella raccolta di lettere dal fronte russo, datate 1943. Prima di queste, una serie di aneddoti che contraddistinguono il corpo degli alpini, ricordi affettuosi e ricostruzioni dettagliate del cappello alpino, dei fedeli muli e del fucile 91 rendono il libro un insieme coinvolgente ed eterogeneo dell'esperienze vissute dall'autore.
Gli incontri con i suoi compaesani Bepi De Marzi e il paroliere Carlo Geminiani hanno ispirato alcuni dei canti alpini e popolari più belli del musicista e compositore vicentino: Joska la rossa, l'Ultima notte, Il ritorno, Le voci di Nikolajewka, Il Golico.

## Omaggi
Ad Arzignano, sua città natale, gli è stata dedicata la nuova biblioteca comunale.

## Opere
- Centomila gavette di ghiaccio, Milano, Mursia, 1963. Premio Bancarella 1964
- Il peso dello zaino, Milano, Garzanti, marzo 1966-1977; ed. definitiva, Milano, Mursia, 1978-2020; Collana 900 Italiano, Mondadori, 2015; Collana La Storia · Le Storie, Milano, BUR, 2021, ISBN 978-88-171-5615-8.
- La rivolta di Abele, Milano, Mursia, 1972.
- La mia erba è sul Don, Milano, Mursia, 1972, ISBN ISBN 978-88-425-2942-2.
- Nikolajewka: c'ero anch'io, Milano, Mursia, 1972. ISBN 978-88-425-3394-8.
- Fronte greco-albanese: c'ero anch'io, Milano, Mursia, 1977.
- Fronte d'Africa: c'ero anch'io, Milano, Mursia, 1979.
- Gli Italiani in Russia, Milano, Mursia, 1980.
- Fronte russo: c'ero anch'io, vol. I, Milano, Mursia, 1982, ISBN 88-425-1758-5.
- Fronte russo: c'ero anch'io, vol. II, Milano, Mursia, 1982, ISBN 978-88-425-3405-1.
- Fronte jugoslavo-balcanico: c'ero anch'io, Milano, Mursia, 1985.
- Fronte italiano: c'ero anch'io. La popolazione in guerra, Milano, Mursia, 1987, ISBN 978-88-425-1119-9.
- Prigionia: c'ero anch'io, Milano, Mursia, 1990, ISBN 978-88-425-3842-4.
- Il Natale degli alpini, Milano, Mursia, 2003, ISBN 978-88-425-3194-4.
- Il segreto degli alpini, Milano, Mursia, 2004, ISBN 978-88-425-3310-8.
- Medicina: guerra alle malattie, Rizzoli Editore International Library, 1974.